# Jean Clouet
Jean Clouet (1480–1541) byl francouzský renesanční malíř, miniaturista, který pracoval ve Francii během vrcholné renesance. Byl otcem malíře Françoise Cloueta. Je znám také pod přezdívkou "Janet".

## Životopis

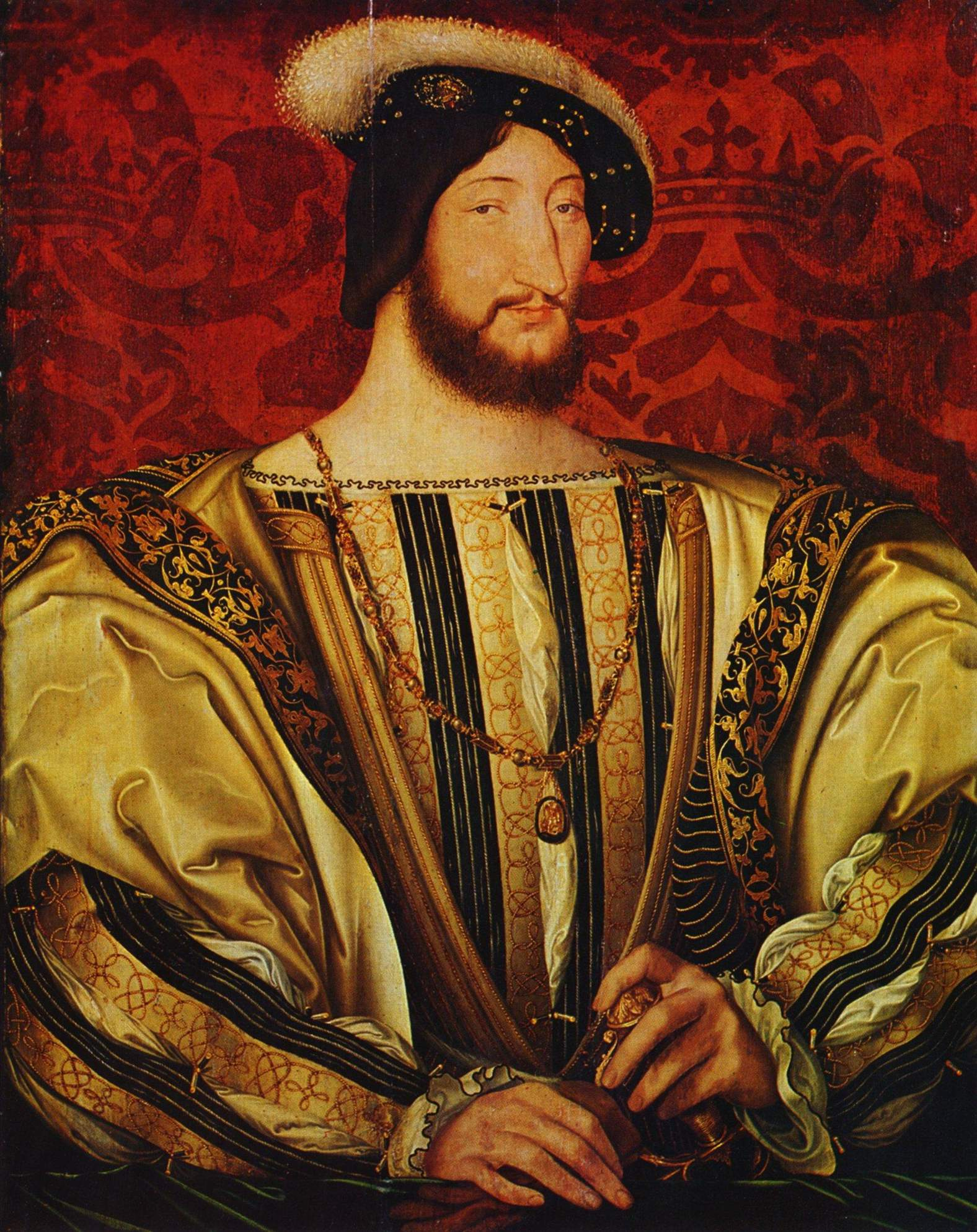
František I. Francouzský - Jean a François Clouet (kolem 1535)

Přítomnost Jeana Cloueta na francouzském dvoře je poprvé zmiňována v dokumentu z roku 1516, ve druhém roce panování krále Františka I. V tomto dokumentu udělil král Jeanu Clouetovi nárok na pozůstalost po jeho otci Françoisi Clouetovi (starším). Z dokumentu vyplývá, že jeho otec ve skutečnosti nebyl Francouz a nikdy nebyl naturalizován. Je možné, že se narodil v Nizozemsku a pravděpodobně bylo jeho skutečné jméno Cloet. Několik let žil v Tours, kde se setkal se svou pozdější ženou, dcerou klenotníka.
Podle záznamů žil Jean Clouet v roce 1522 v Tours a v roce 1523 je zmiňována v Tours i jeho manželka. V tom roce byl králem udělen Clouetovi titul královského komorníka s počátečním platem 180 livrů, později mu byl plat zvýšen na 240 livrů. Se svou manželkou žil v Paříži ještě v roce 1529, pravděpodobně poblíž farnosti St. Innocente, na hřbitově této farnosti byli také manželé pohřbeni. Clouet je zmiňován jako kmotr na křtinách ze dne 8. července 1540, ale v prosinci 1541 již nežil.

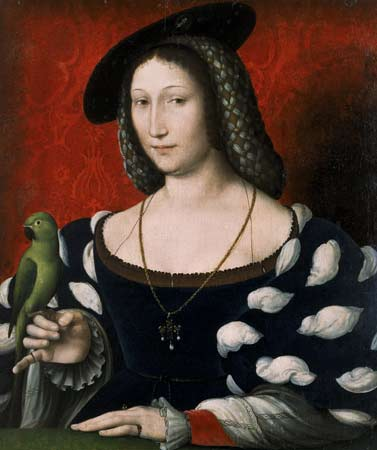
Markéta Navarrská

Jeho bratr, známý jako Clouet de Navarre, byl ve službě Markéty Navarrské, sestry krále Františka I. Francouzského. Markéta Navarrská se o něm zmiňuje v dopise z roku kolem 1529. Jean Clouet měl dvě děti, Françoise a Catherine. Dcera se provdala za Abela Foulona. François po smrti otce pokračoval v otcově povolání a stal se rovněž malířem.
Jean Clouet byl nepochybně velmi zručný portrétista. Bohužel, u žádného z dochovaných obrazů nebylo prokázáno jeho autorství. V roce 1530 namaloval Clouet portrét francouzského matematika a kartografa Oronce Finé, tehdy bylo Finému třicet šest let. Portrét je nyní znám pouze jako tisk. Clouetovi je připisována řada nádherných portrétů nyní uchovávaných na zámku Chantilly a v Bibliothèque Nationale, francouzské národní knihovně. Je mu také připisován portrét neznámého muže, nyní v Hampton Court, portrét dauphina Františka III. Bretaňského, syna krále Františka I., ke spatření v Antverpách a další portrét, portrét Františka I. v Louvru.
S velkou pravděpodobností je také autorem sedmi portrétních miniatur v Manuscript of the Gallic War (Rukopis o válce galské) v Bibliothèque Nationale. K nim je také možno přičíst osmý portrét, ve sbírce Johna Pierponta Morgana, portrét Charles de Cossé, hraběte z Brissacu. Styl tohoto obrazu je identický se sedmi miniaturami z manuskriptu. Ve sbírce Johna Morgana jsou i další miniatury, které lze s velkou pravděpodobností připsat Jean Clouetovi, protože se velmi podobají portrétním kresbám v Chantilly a Paříži, které jsou také považovány za jeho práci.
Sbírka kreseb uchovaných ve Francii, připisovaných tomuto umělci a jeho škole, zahrnuje portréty všech významných osobností doby Františka I. V jednom albu kreseb jsou portréty anotovány samotným králem a jeho rozmarné poznámky, ironické posměšky nebo kousavé satirické postřehy jsou vítaným příspěvkem k pochopení života u dvora v jeho době. Stále však chybí jednoznačné důkazy, které by umožnily připsat nejlepší z těchto kreseb či některé olejomalby Jeanu Clouetovi.

### Poznámka
1. ↑  Oronce Finé ( 20. prosince 1494 - 8. srpna 1555) byl francouzský matematik a kartograf, autor populární astronomické učebnice. Jeho dřevořezbová mapa Francie z roku 1525 je jednou z prvních svého druhu. V roce 1531 byl jmenován profesorem matematiky na Collège Royal, (nyní Collège de France) založenou králem Františkem I., kde učil až do své smrti.V tomto článku byl použit překlad textu z článku Oronce Finé na anglické Wikipedii.